# Ferencvágása
Ferencvágása (szlovákul: Francovce) Girált város része Szlovákiában, az Eperjesi kerület Felsővízközi járásában.

## Fekvése
Girált központjától 4 km-re északkeletre fekszik, Girált északkeleti városrészét képezi.

## Története
A település a német jog alapján keletkezett a 14. század második felében, a radomai uradalom területén. Az 1427. évi adóösszeírásban „Frankguagasa” néven említik először. A somfalvi Jakab család birtoka volt. A 19. században Girált területébe olvadt.
Fényes Elek 1851-ben kiadott geográfiai szótárában így ír a faluról: „Franzvágás, puszta, Sáros vmegyében, Nyirjes fil. 13 kath., 8 evang., 9 zsidó lakos.”

## Külső hivatkozások
- Ferencvágása Szlovákia térképén

## Lásd még
- Girált